# 바르벨로
바르벨로(그리스어 Βαρβηλώ Barbēlō 또는 Βαρβηρώ, Barbērō)는 나스티시즘 분파인 세트파의 여러 버전의 우주론에서  최고신의 최초의 발출물을 가리킨다. 바르벨로는 최고의 여성 원리라고 칭해질 때도 있고 또는 "어머니-아버지"(Mother-Father)라고 칭해질 때도 있다. 전자는 바르벨로가 최고신으로부터 발출되어 형성된 천상계와 지상계의 모든 만물의 시원이자 대표격인 최초의 수동적 원리인 것을 부각하여 나타내는 명칭이며, 후자는 바르벨로가 음양의 양극성을 포괄하는 양성일체(兩性一體)의 존재 또는 원리인 것을 부각하여 나타내는 명칭이다. 바르벨로를 가리키는 다른 이름으로는 "최초의 인간"(First Human Being) · "삼중의 양성일체의 이름"(Triple Androgynous Name) · "영원한 아이온"(Eternal Aeon) 등이 있다. 일부 나스티시즘 분파들에서 바르벨로는 특히 중요하게 다루어졌는데 이 때문에 몇몇 분파들은 "바르벨로파"(Barbeliotae 또는 Barbēlōgnostics)라고 불리었다.